# St. Brigitta (Niederschopfheim)

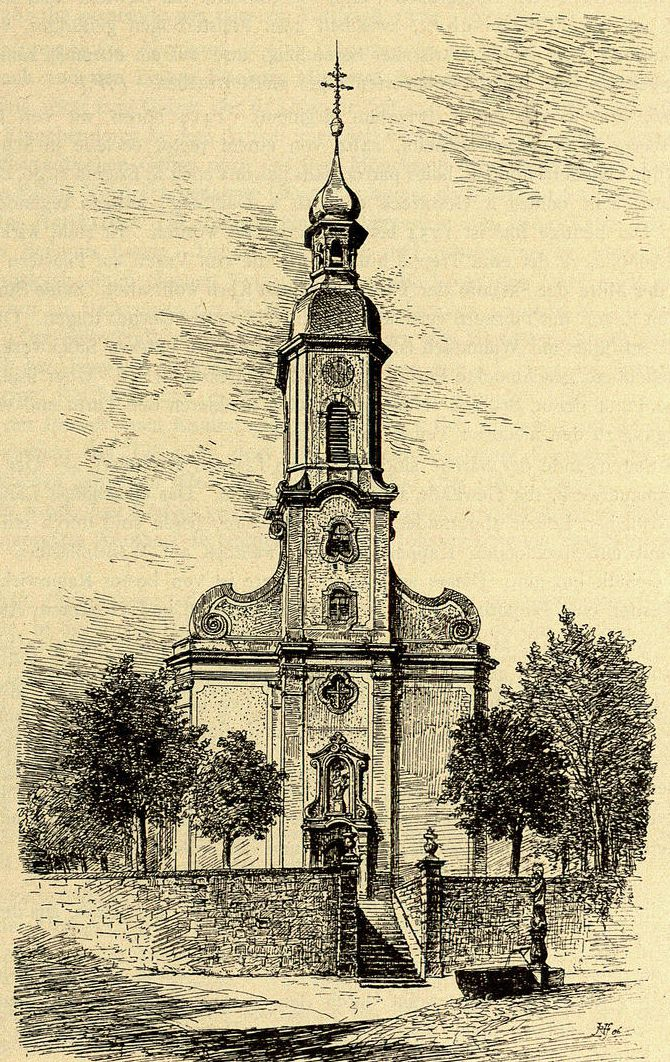
St. Brigitta um 1900

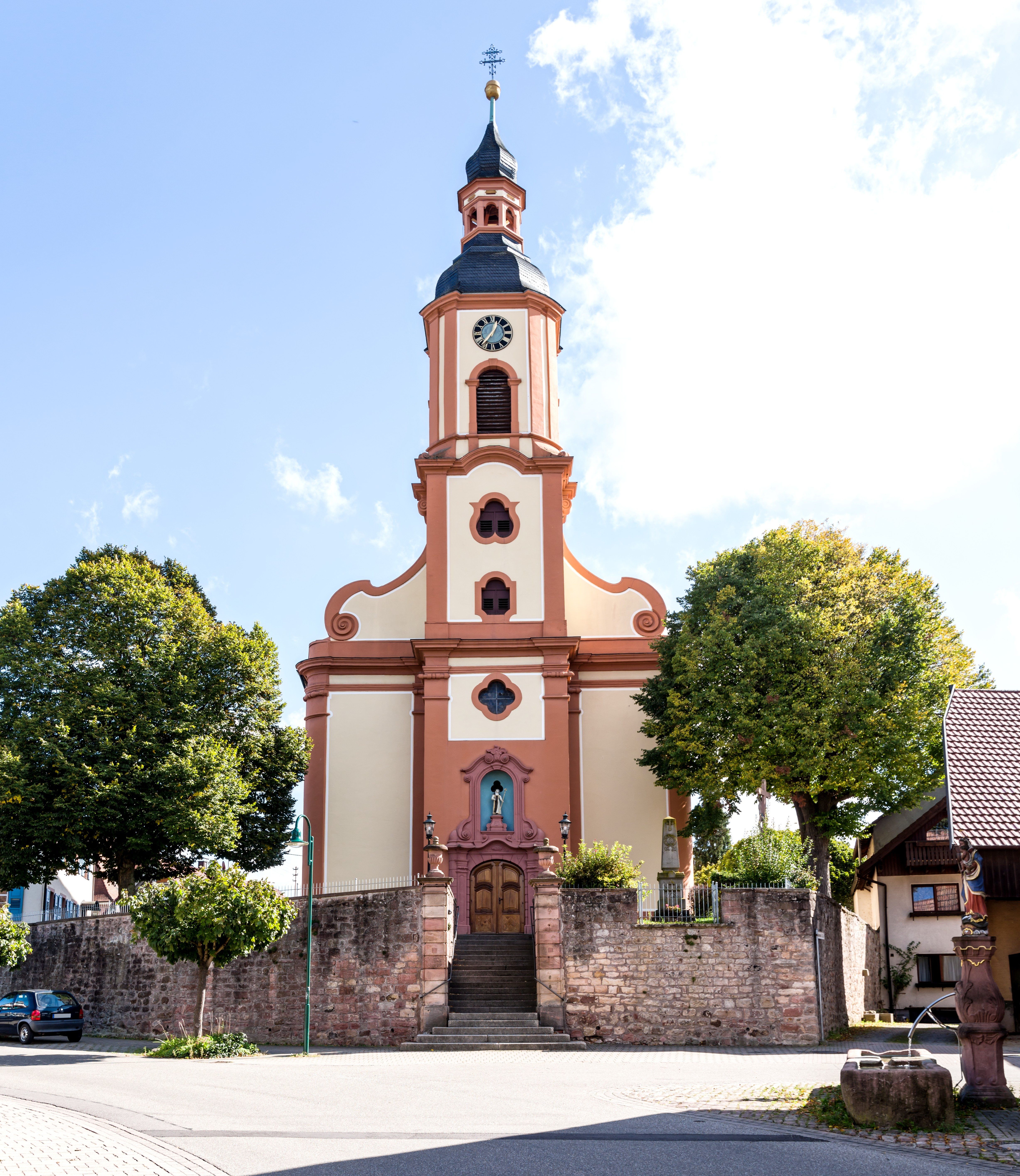
St. Brigitta 2017

St. Brigitta ist die der Heiligen Brigida von Kildare geweihte, römisch-katholische Pfarrkirche von Niederschopfheim, einem Teil der Gemeinde Hohberg im Ortenaukreis von Baden-Württemberg. Seit der Dekanatsreform am 1. Januar 2008 gehört die St. Brigitta-Kirche zum Dekanat Offenburg-Kinzigtal. Mit den weiteren Pfarreien in Hohberg, St. Gallus in Hofweier und St. Carolus in Diersburg gehört sie der 2015 begründeten Seelsorgeeinheit Schutterwald-Hohberg-Neuried des Erzbistums Freiburg an. Über den Ort und seine Kirche hat besonders Wilhelm Bartelt (1887–1967) geforscht, Ehrenbürger Hohbergs, der von 1932 bis 1948 in Niederschopfheim Pfarrer war.

## Geschichte
Von den drei heute in der Gemeinde Hohberg vereinten Dörfern Niederschopfheim, Hofweier und Diersburg ist Niederschopfheim das am frühesten erwähnte – 777 als Scofhaim im Testament Fulrads, Abtes der Abtei Saint-Denis. Allerdings hat Scofhaim das heutige Oberschopfheim mitgemeint; Niderenschopfheim ist erst 1289 bezeugt, als sich die beiden Dörfer getrennt hatten. Die Widonen hatten Fulrad Besitz in Scofhaim geschenkt. Ebenso weit zurück weist der Name der Kirchenpatronin, der irischen Heiligen Brigida (Brigitte von Kildare). Mönche der iroschottischen Mission brachten ihre Verehrung ins Reich der Franken, wo sie unter anderem um 720 das Kloster Honau gründeten. Heute verschwunden, lag es an der Stelle des Dorfes Honau, heute Teil der Gemeinde Rheinau. Es war dem heiligen Michael geweiht und eine Art Missionszentrale für die Ortenau. Von mehreren Brigittenkirchen – Wilhelm Bartelt nennt sechs – hat außer Niederschopfheim nur St. Brigitta in Sasbach das Patrozinium behalten.
Neben Saint-Denis und Kloster Honau hatten die Klöster Ettenheimmünster und Hohenburg früh in Niederschopfheim Besitz. Im 12. und 13. Jahrhundert erlangten die Bischöfe von Straßburg die Ortsherrschaft, die sie verschiedenen Rittergeschlechtern zu Lehen vergaben. Von 1479 bis 1538 waren es die Ritter von Bach. Georg von Bach († 1538), mit dem das Geschlecht ausstarb und dessen steinernes Grabmal von der Hand Christophs von Urach außen an der Heilig-Kreuz-Kirche in Offenburg steht, hielt Niederschopfheim in der Reformationszeit beim römisch-katholischen Bekenntnis. Es folgten andere Adelsfamilien, die gleichen wie in Hofweier; doch waren sie in Hofweier Grundeigentümer, in Niederschopfheim Straßburger Lehnsträger. Die letzten waren die Herren von Frankenstein. Zur Zeit Johann Friedrich Karl Franz Xavers von Frankenstein-Ockstadt (1745–1832) ordnete der Reichsdeputationshauptschluss 1803 Europa neu. Kirchliche Herrschaften wurden säkularisiert, und Markgraf Karl Friedrich von Baden konnte am 9. Dezember 1802 an Johann Friedrich Karl Franz Xaver schreiben: „In Gemäßheit des Reichsdeputationshauptschlusses finde ich mich berechtigt, die dem vorhin jenseits des Rheines seinen Sitz gehabten Hochstift Straßburg auf der rechten Seite des Rheins angehörig gewesene Lehnsherrlichkeit des von demselben als Straßburgisches Lehen besitzenden Dorfes Niederschopfheim an mich zu nehmen.“ Schon am 27. September 1802 waren badische Truppen in das bischöfliche Gebiet rechts des Rheins gerückt. Der letzte Bischof von Straßburg, Louis René Édouard de Rohan-Guéméné, der in Ettenheim lebte, „ging an diesem Tag absichtlich auf die Jagd.“ Ab 1806 gehörte Niederschopfheim zum Großherzogtum Baden. Kirchlich kam es 1803 vom Bistum Straßburg an das Bistum Konstanz und 1821 an das neu gegründete Erzbistum Freiburg.
Eine Kirche in Niederschopfheim ist erstmals 1160 aktenkundig: Scopheim cum ecclesia.

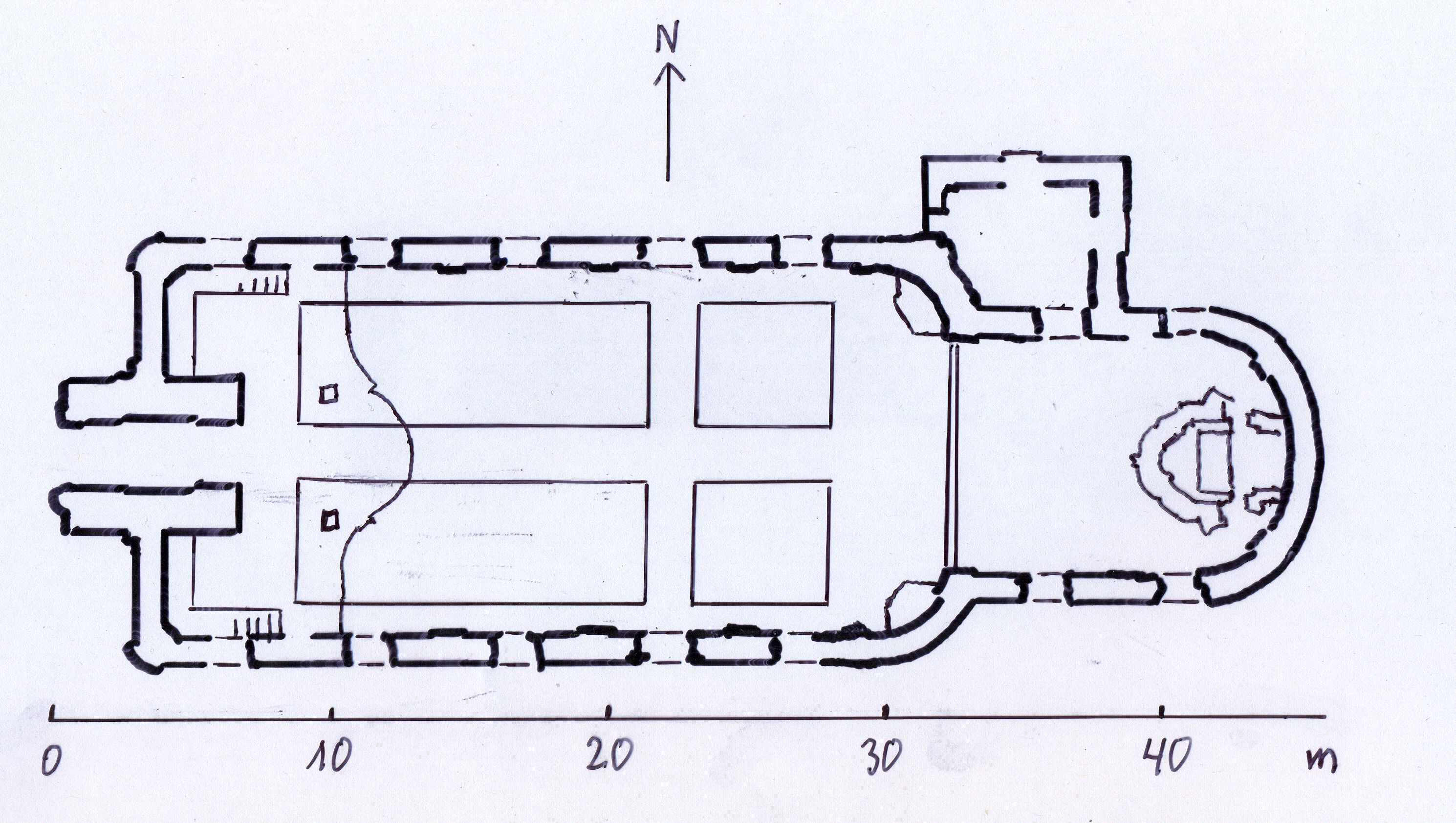
Grundriss

## Baugeschichte
Bei einer Restaurierung 1939 bis 1940 wurden unter dem Boden der Kirche alte Mauern gefunden. Einen auf dem Zixenberg bei Niederschopfheim gefundenen Sandsteinkämpfer hat Wilhelm Bartelt in die Karolingerzeit datiert und versuchsweise einer Vorgängerkirche zugeordnet; nach neuerer Ansicht stammt er aber aus dem 12. Jahrhundert und von einer Burg auf dem Zixenberg.
In der ersten Hälfte des 18. Jahrhunderts war die Vorgängerkirche schadhaft und zu klein. Am 6. August 1754 wurde ein Kontrakt mit dem aus dem Weiler im Allgäu stammenden, in Kenzingen wohnhaften  Bauunternehmer und Schreiner Franz Rudhart (1708–1765) geschlossen, der vorher die – 1936 durch ein Feuer weitgehend zerstörte – Pfarrkirche St. Martin in Riegel am Kaiserstuhl und die Pfarrkirche St. Alexius in Herbolzheim errichtet hatte. Pfarrer war Heinrich Dorschel († 1772). Die finanzielle Hauptlast fiel auf die Gemeinde, doch trugen die Ortsherrschaft von Frankenstein, Pfarrer Dorschel, der Pfarrer von Hofweier und testamentarisch Dorschels Vorgänger Franz Josef Lindenmeyer († 1751) zum Bau bei. Die Frankensteiner stifteten aus den Ruinen ihrer Oberen Burg in Hofweier fast die Hälfte der Steine. Am 22. August 1754 wurde der Grundstein gelegt. Am 2. Mai 1756 wurde mit dem Freiburger Maler Johann Pfunner ein Vertrag über die Deckengemälde geschlossen. Am 26. Juni 1756 konnte Pfarrer Dorschel „froh berichten, daß Chor und Langhaus bis Jakobi unter Dach kommen“. Am 21. Dezember konnte die neue Kirche benutzt werden, zunächst noch mit dem alten Mobiliar. 1757 wurde Rudharts neuer Hochaltar aufgestellt, 1758 folgten seine Seitenaltäre, alle noch ohne Fassung und ohne Figuren. Erst 1793, unter Dorschels Nachfolger Franz Anton Siebert († 1813, Pfarrer in Niederschopfheim von 1772 bis zu seinem Tod) wurde St. Brigitta feierlich geweiht. Der Altar der Vorgängerkirche, eine holzgeschnitzte Krönung Mariens, gelangte über eine von der Markgräfin Maria Viktoria Pauline von Baden geb. von Arenberg in Waldprechtsweier gestiftete Kapelle in die dortige Pfarrkirche St. Michael.
1908 bis 1909 wurde das Innere, 1925 bis 1926 das Äußere restauriert, 1939 bis 1940 und zuletzt 1971 bis 1974 wieder das Innere, 1977 die Außenfassade. Bei der 1971–1974er Kampagne fand man Pfunners große Deckenbilder und seine Stuckmalerei (plastischen Stuck nachahmende Malerei), ferner die ursprüngliche Fassung der Altäre weitgehend intakt und durch Freilegung und sparsame Ergänzung wiederherstellbar.

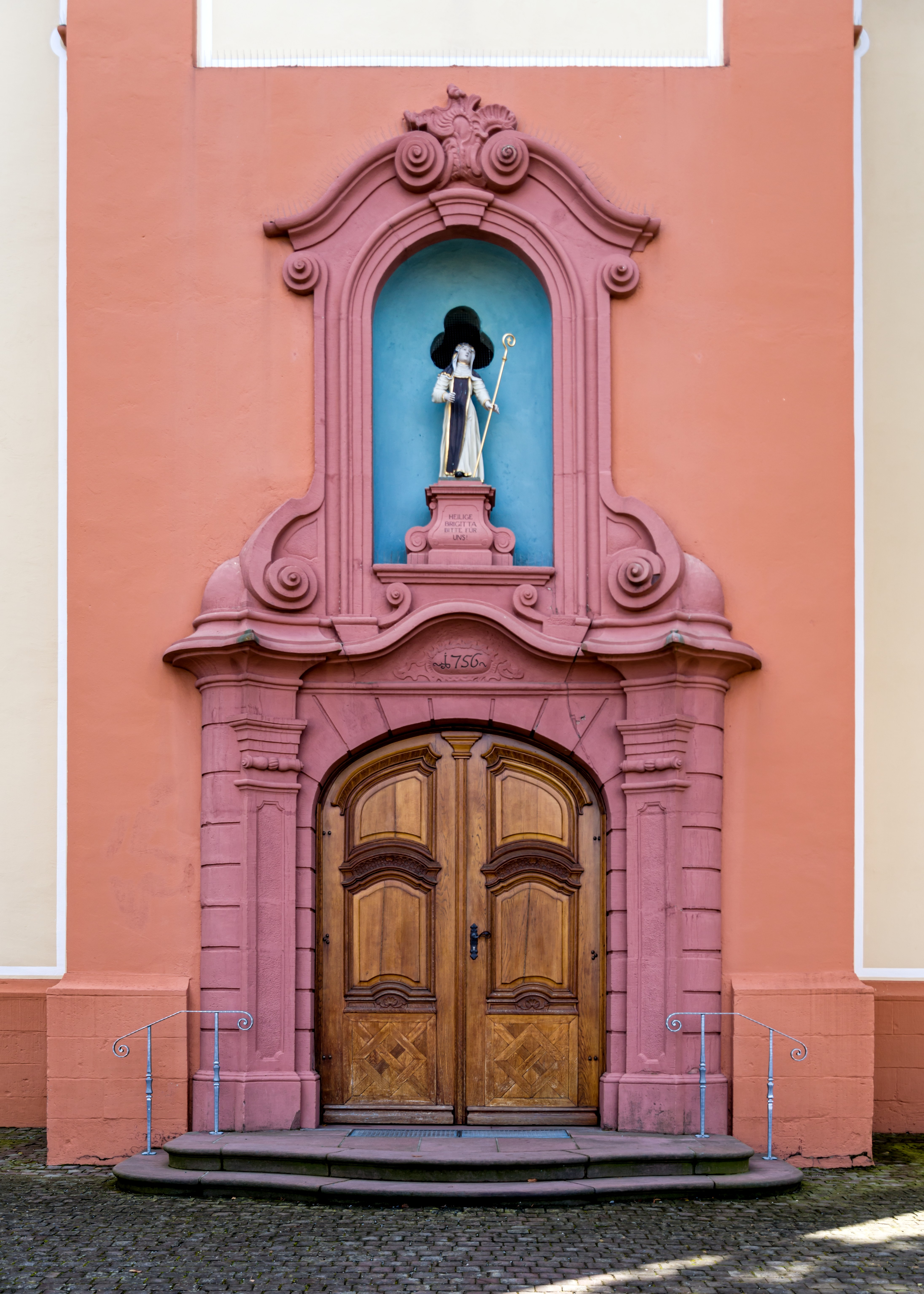
Hauptportal mit Skulptur der Kirchenpatronin

## Gebäude
Die Kirche, „bestimmender point-de-vue im Ortsbild“, steht am Westrand eines Hügels, der durch eine Stützmauer abgefangen wird. Die west-östliche Hauptstraße führt geradewegs auf die Fassade zu, die man über eine hohe Treppe erreicht. In ihre Mitte ist der bis zur Spitze des Kreuzes 45 m hohe Turm gestellt. Über dem Haupteingang steht in einer Nische eine Eichenholzstatue der heiligen Brigitta, darüber ein Fenster. Über einem Abschlussgesims schwingen Halbgiebel beidseits, das Westende des Kirchendachs verdeckend, zum zweiten Turmgeschoss, dessen Fenster an Johann Caspar Bagnatos Fenster von St. Remigius in Merdingen erinnern. Über einem weiteren Gesims folgt das Glockengeschoss, dessen Ecken abgeschrägt und durch Lisenen betont sind, darüber eine zierliche, durchfensterte welsche Haube.
Die Saalkirche besitzt fünf Fensterachsen, zwischen denen Pilaster die Wände gliedern und über denen Stichkappen in die flache Decke einschneiden. Die östlichen Ecken sind ausgerundet, wieder an St. Remigius Merdingen erinnernd. Ein korbbogiger Triumphbogen führt in den halbrund geschlossenen Chor.

## Ausstattung

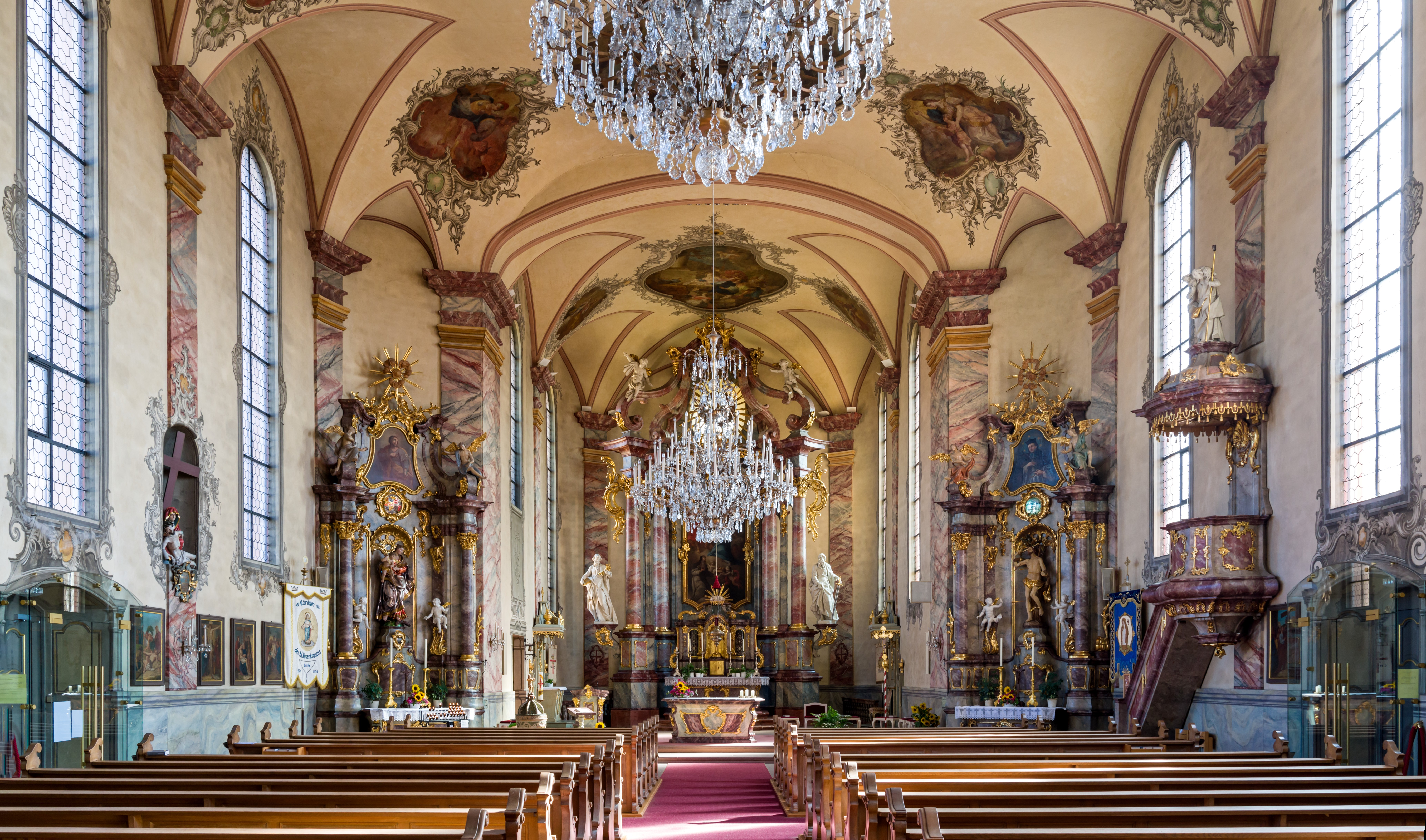
Inneres nach Osten
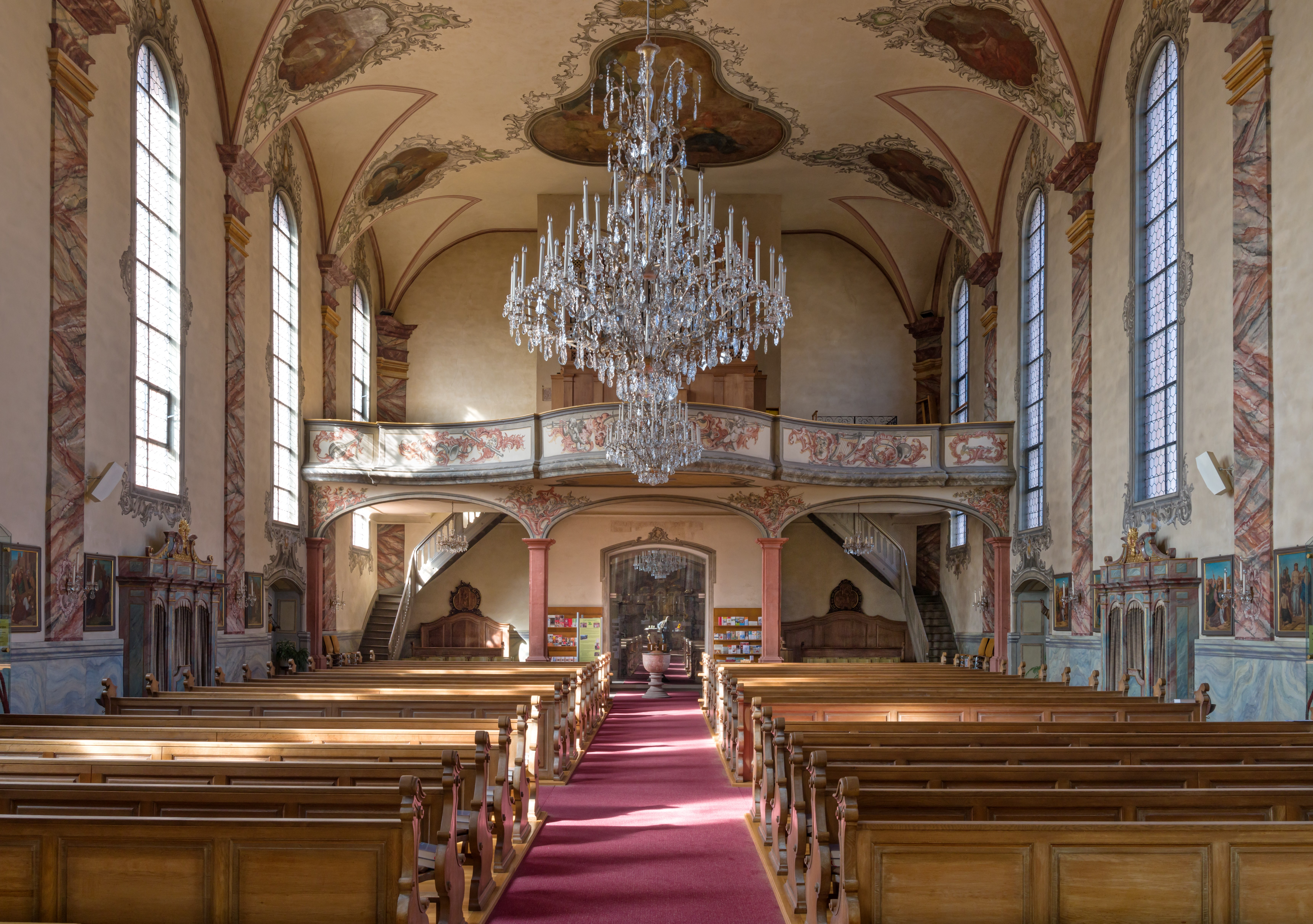
Inneres nach Westen
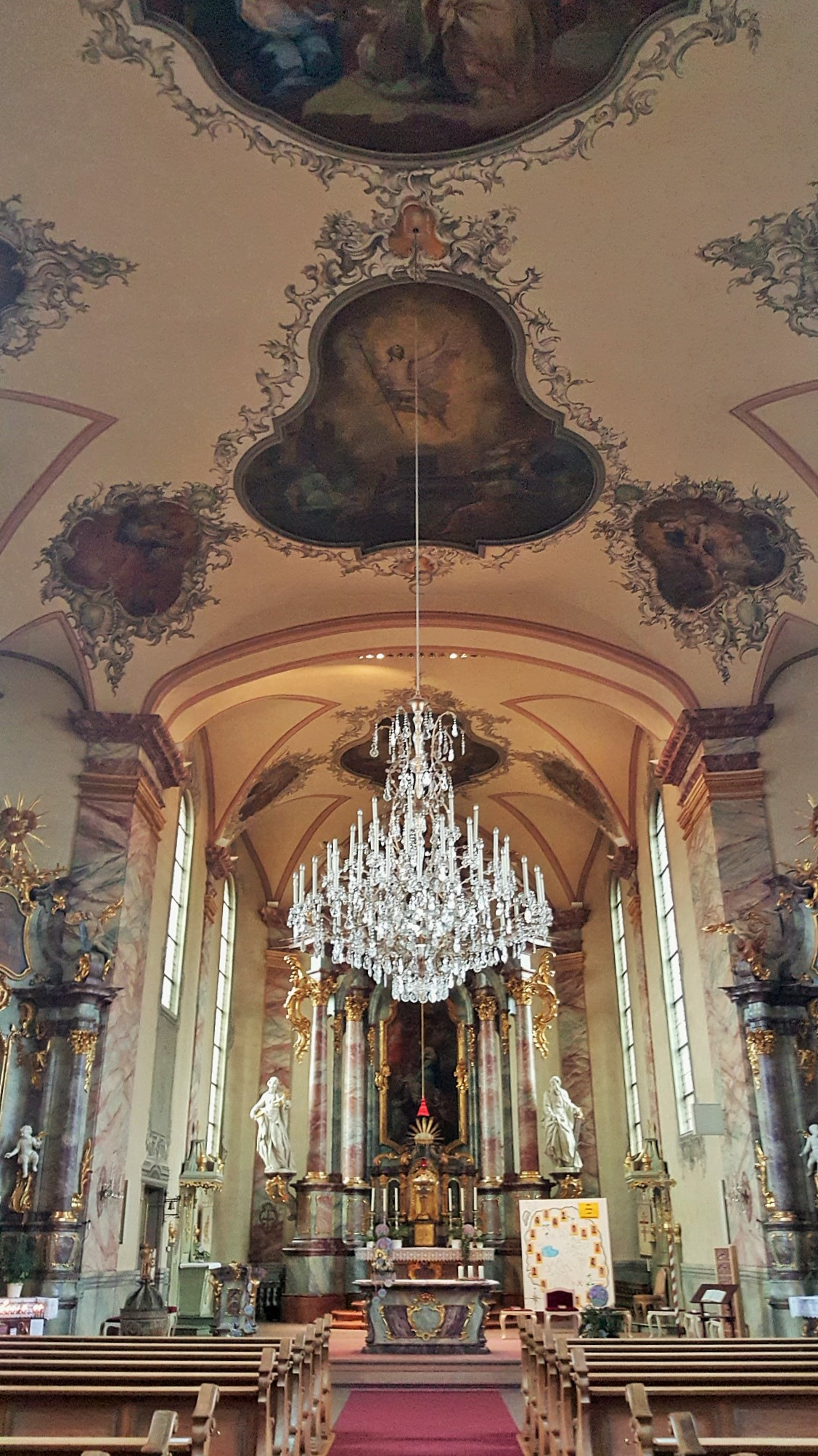
Chor

„Festliche Gesamtwirkung des einheitlich gestalteten Innenraums,“ urteilt das Dehio-Handbuch. Grundton der Farbe ist das Rot des Sandsteinbodens. Die rötlich marmorierten Pilaster setzen es fort. Weiter oben entfaltet sich die Stuckmalerei Pfunners „in zerstrählten Rocailleformen“ – Fensterumrahmungen, Rahmungen der Gemälde, wie im Schiff so im Chor. Das große Deckenbild im Chor, von Pfunner als Probestück zuerst gemalt, zeigt die Geburt Jesu mit der Anbetung der Hirten, daneben in Kartuschen links Anna mit ihrer Tochter Maria, die einem Drachen eine Lanze in die Brust stößt, rechts der Prophet Jesaja, der die Ankunft des Messias prophezeite (Jes 11,1 ). Das östliche Deckenbild im Schiff zeigt die Auferstehung Jesu Christi, das nächste, größte, signiert „Joh. Pfunner fecit 1756“, seine Himmelfahrt, das westliche das Pfingstwunder. Neben dem Auferstehungsbild erscheinen in Kartuschen links, über dem Marienaltar, der Erzengel Michael, rechts, über dem Sebastiansaltar, der Erzengel Gabriel, wie er als Schutzengel ein Kind vor dem Sturz in einen Abgrund bewahrt. Die acht Kartuschenbilder weiter westlich über den Wandpilastern zeigen die vier Evangelisten und die vier lateinischen Kirchenlehrer.

Deckenbilder
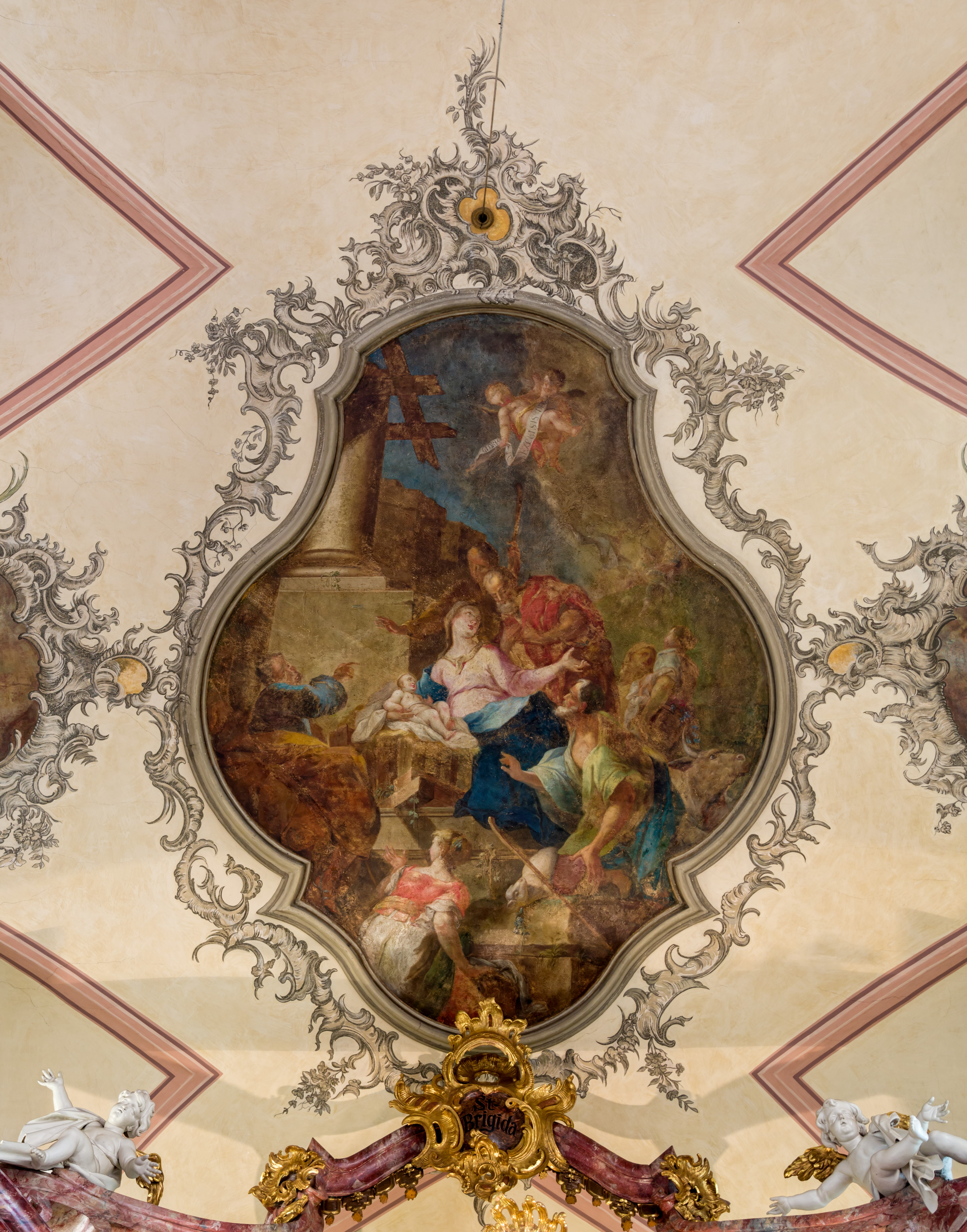
Jesu Geburt
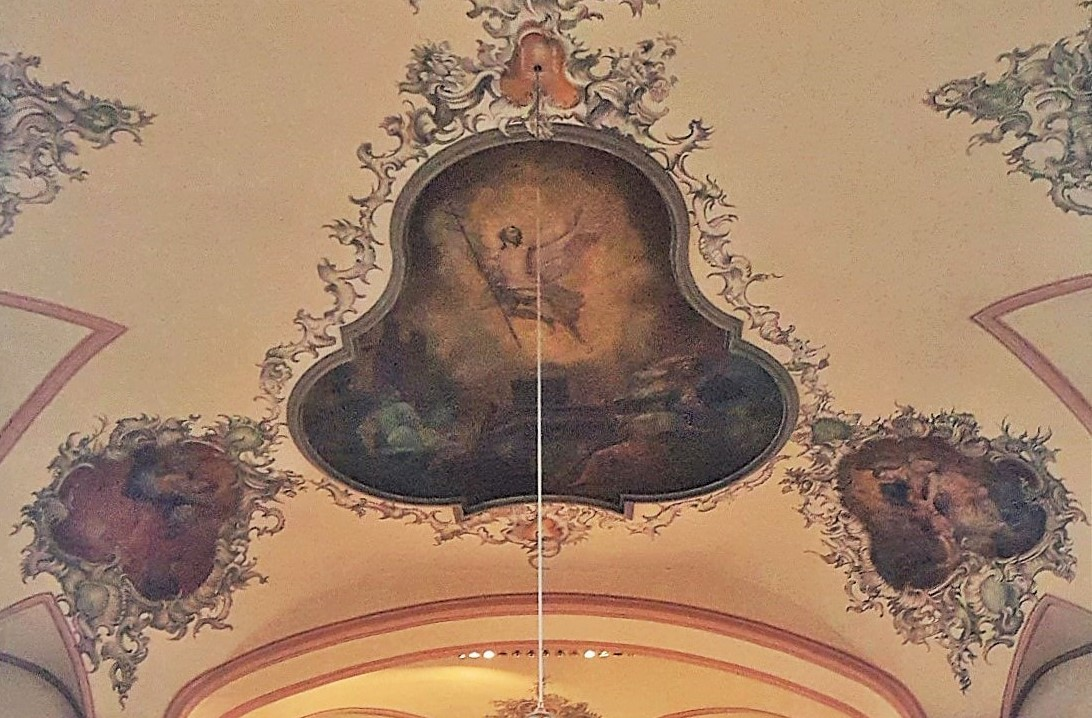
Auferstehung
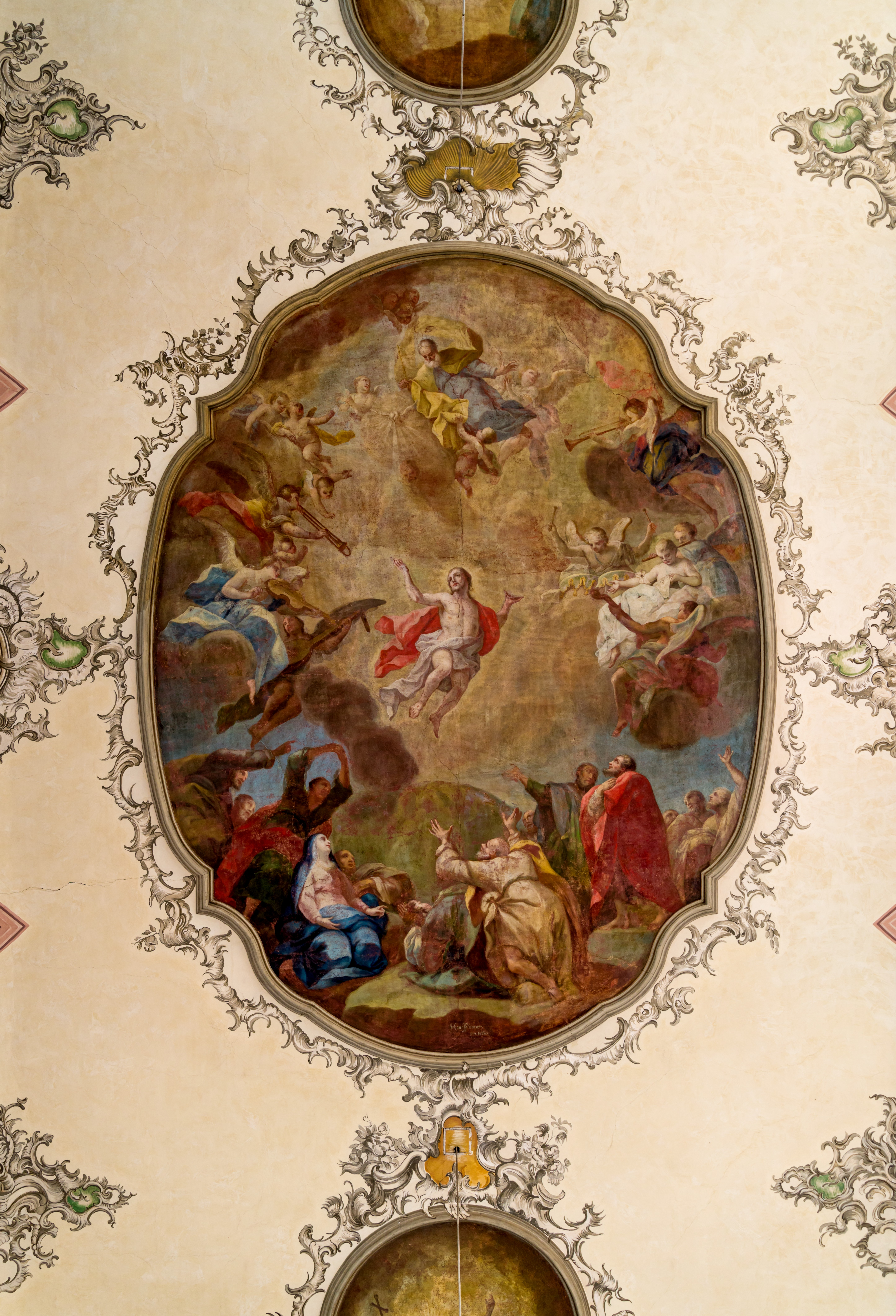
Himmelfahrt
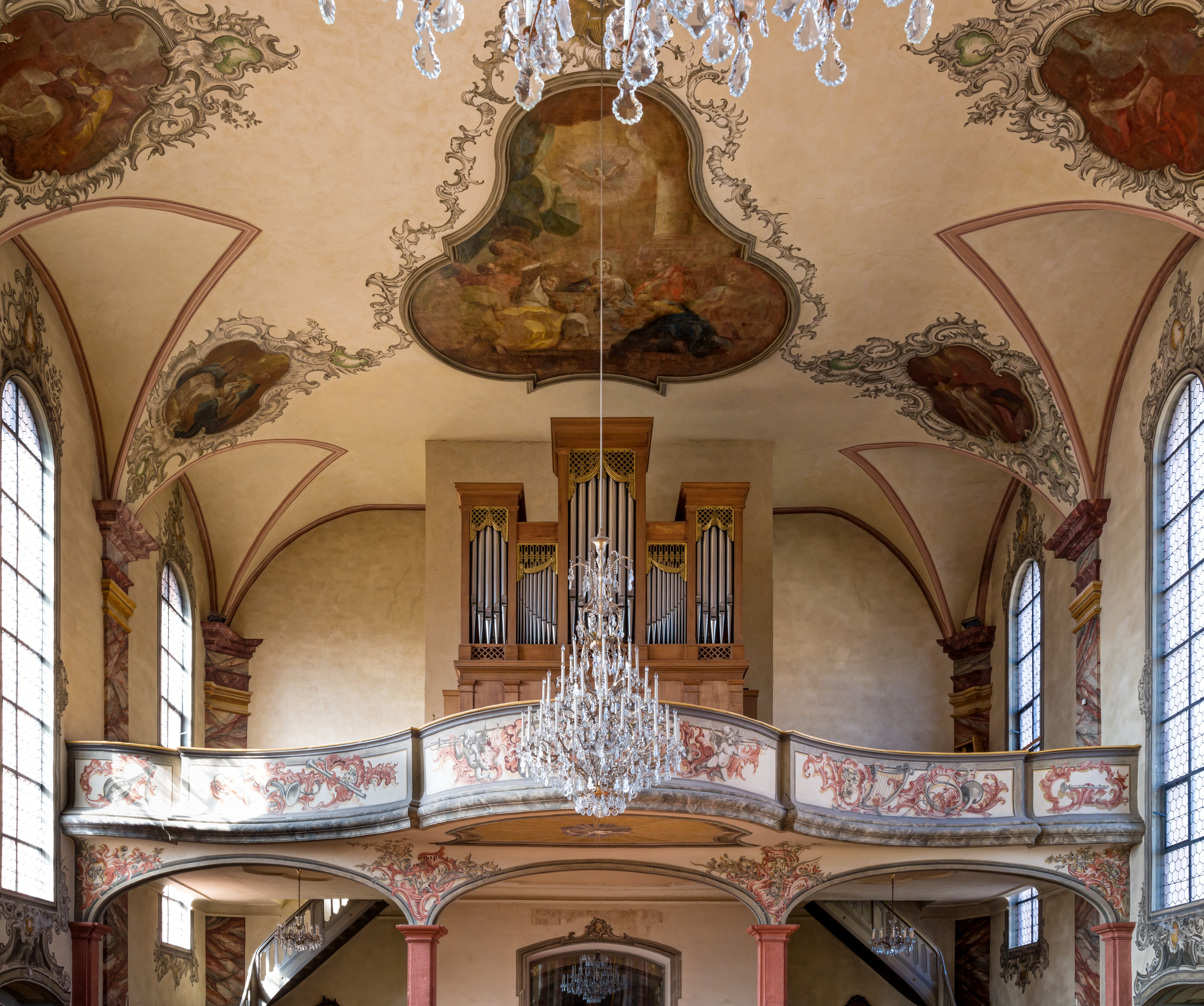
Pfingsten

### Altäre

Hochaltar
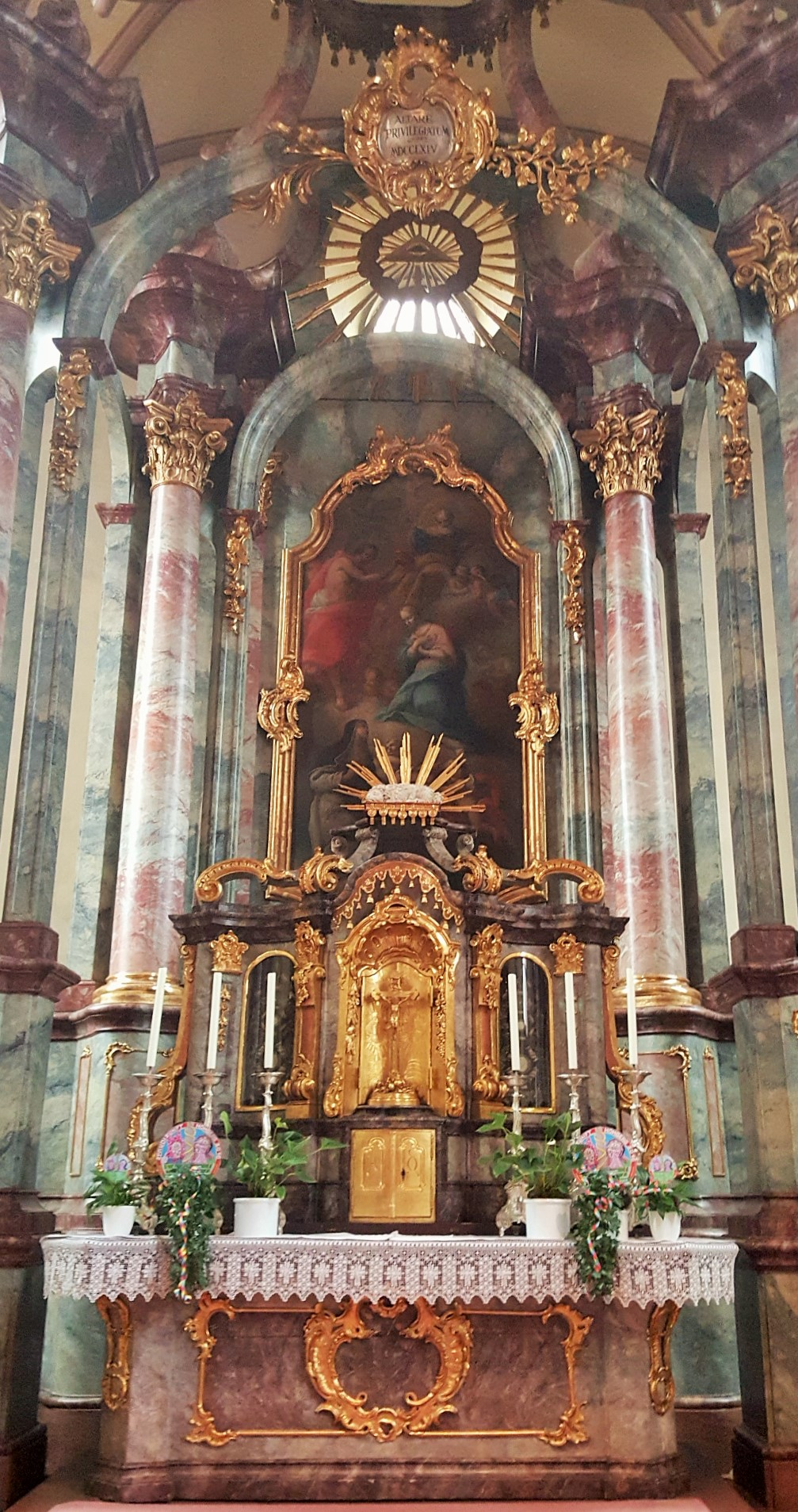
Gesamtansicht
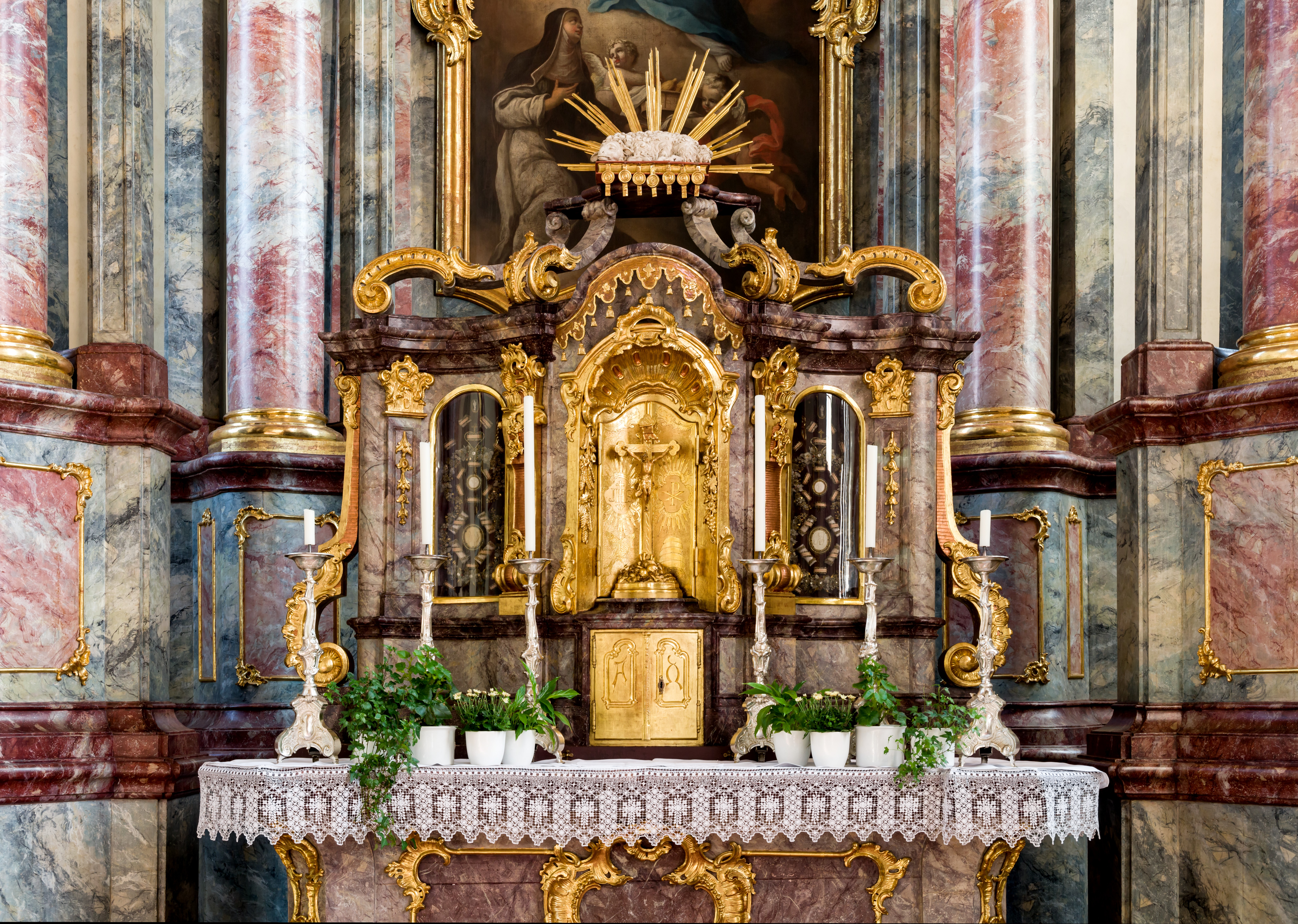
Tabernakel
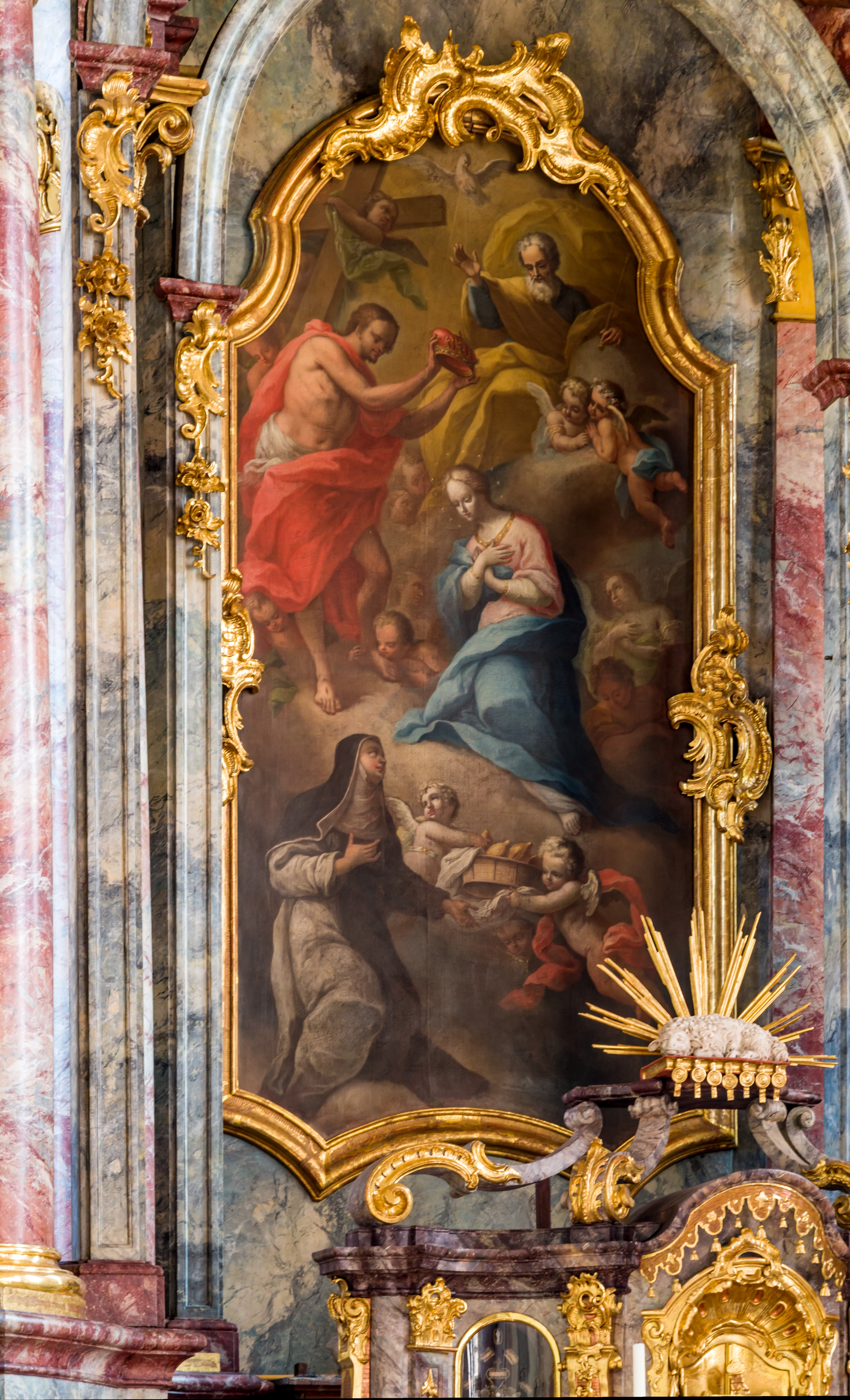
Brigitta als Nonne
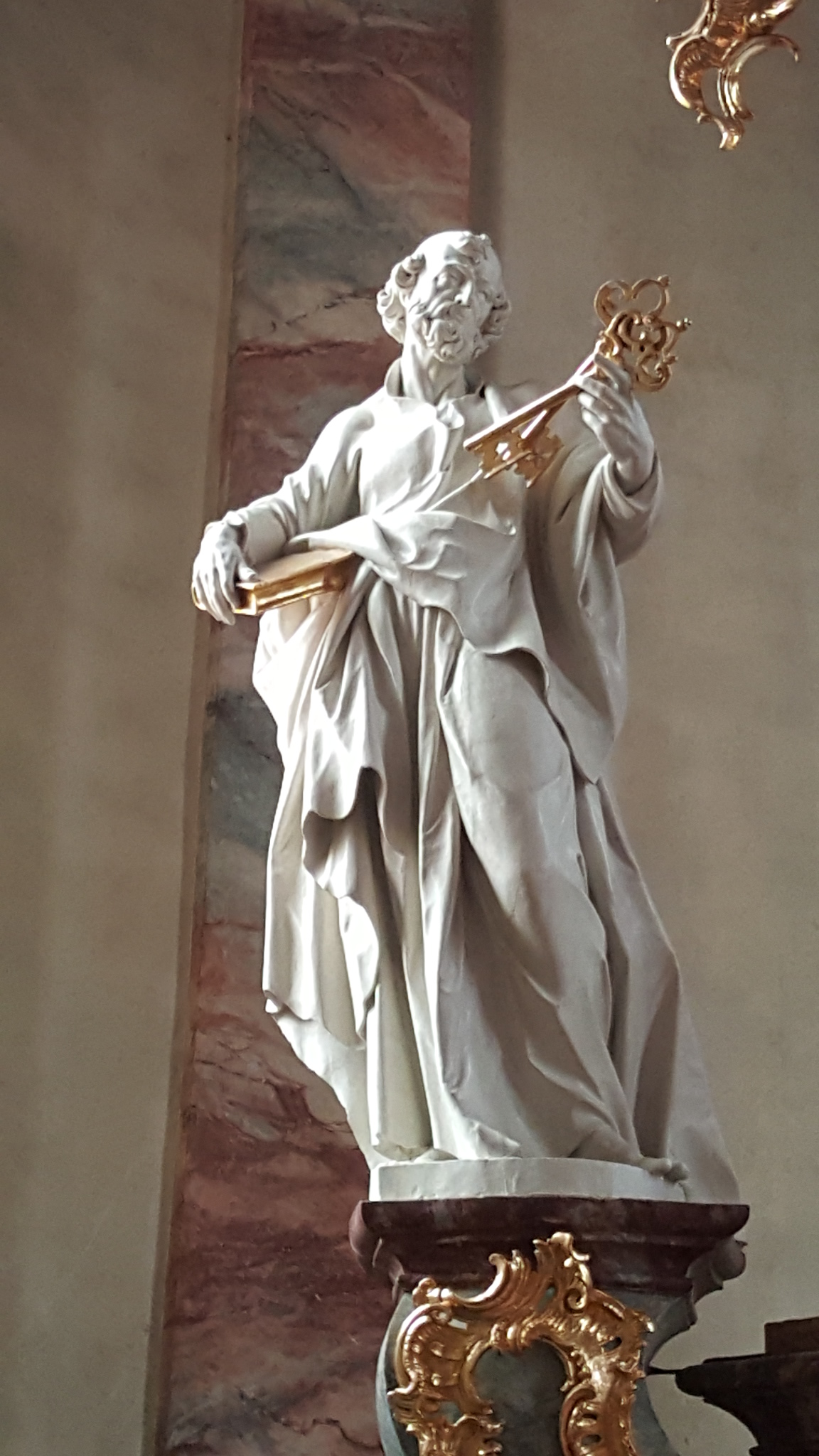
Petrus
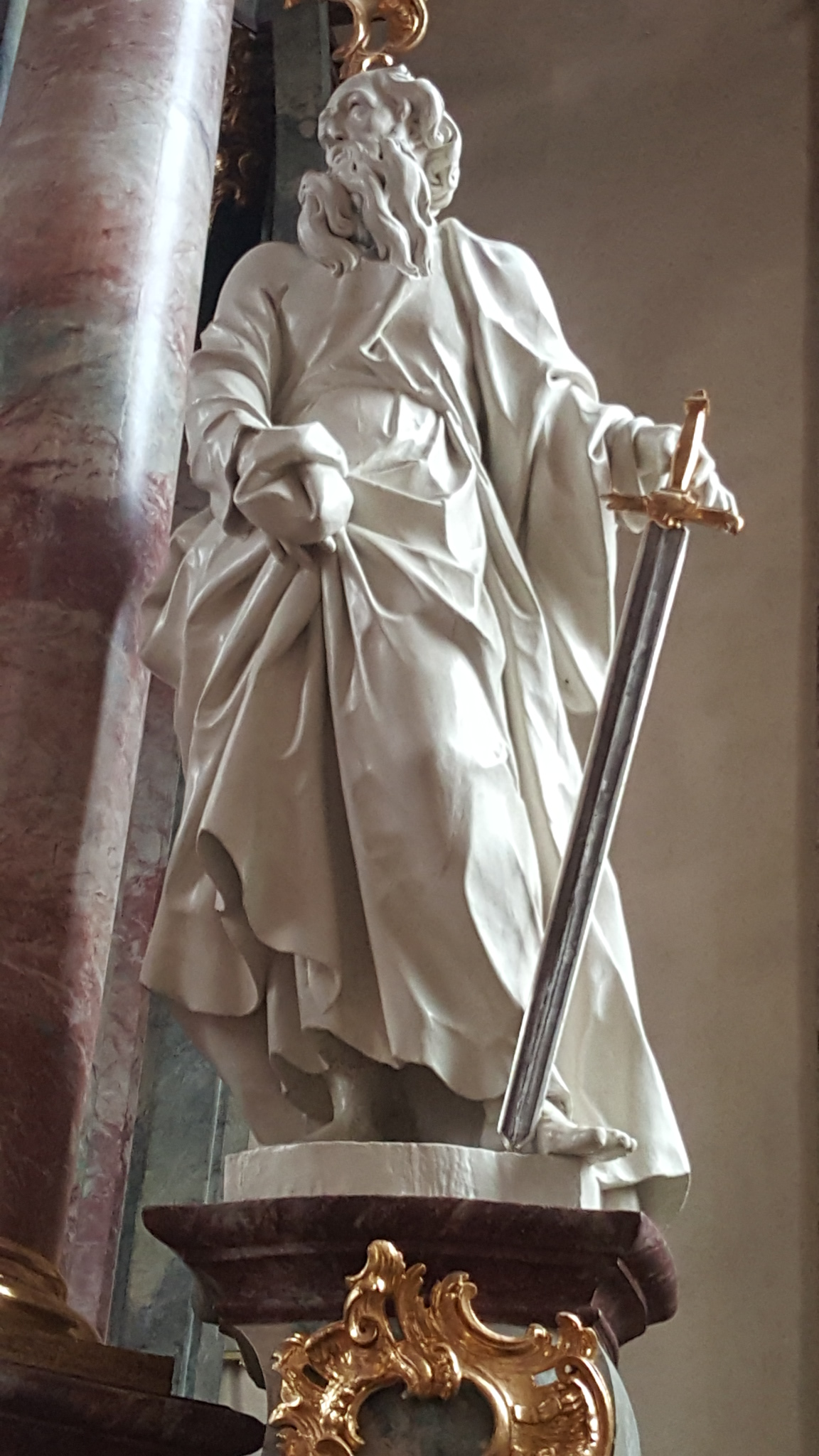
Paulus

Rudharts Hochaltar, „von höchster Qualität, [...] ein höchst kompliziertes System freistehender, raumschließender Elemente, deren oberer Aufbau im Licht des rückwärtigen Ovalfensters verschwimmt“, fügt sich dem Blick aus dem Schiff zur Einheit zusammen. Bis auf den Altarstein und die untersten Teile der vier Säulen besteht er aus Holz. Von den Abschlussplatten der rot, blau und grau marmorierten Säulen steigen Volutenspangen auf, auf denen Engelchen balancieren und die ein Ziborium tragen. Die Tabernakeltür fertigte bei der Restaurierung 1939/1940 der Freiburger Bildhauer Wilhelm Amann (1884–1961). Links und rechts vom Tabernakel sind Reliquiare angebracht. Pfunners Altarbild zeigt Brigitta als Nonne, der Engel einen mit Brot und Früchten gefüllten Korb entgegenhalten, Zeichen ihrer Wohltätigkeit. Sie schaut auf zu Maria, die auf einer Wolke vor der Dreifaltigkeit kniet. Seitlich vom Hochaltar stehen Simon Petrus und Paulus von Tarsus im ursprünglichen Weiß.

Seitenaltäre
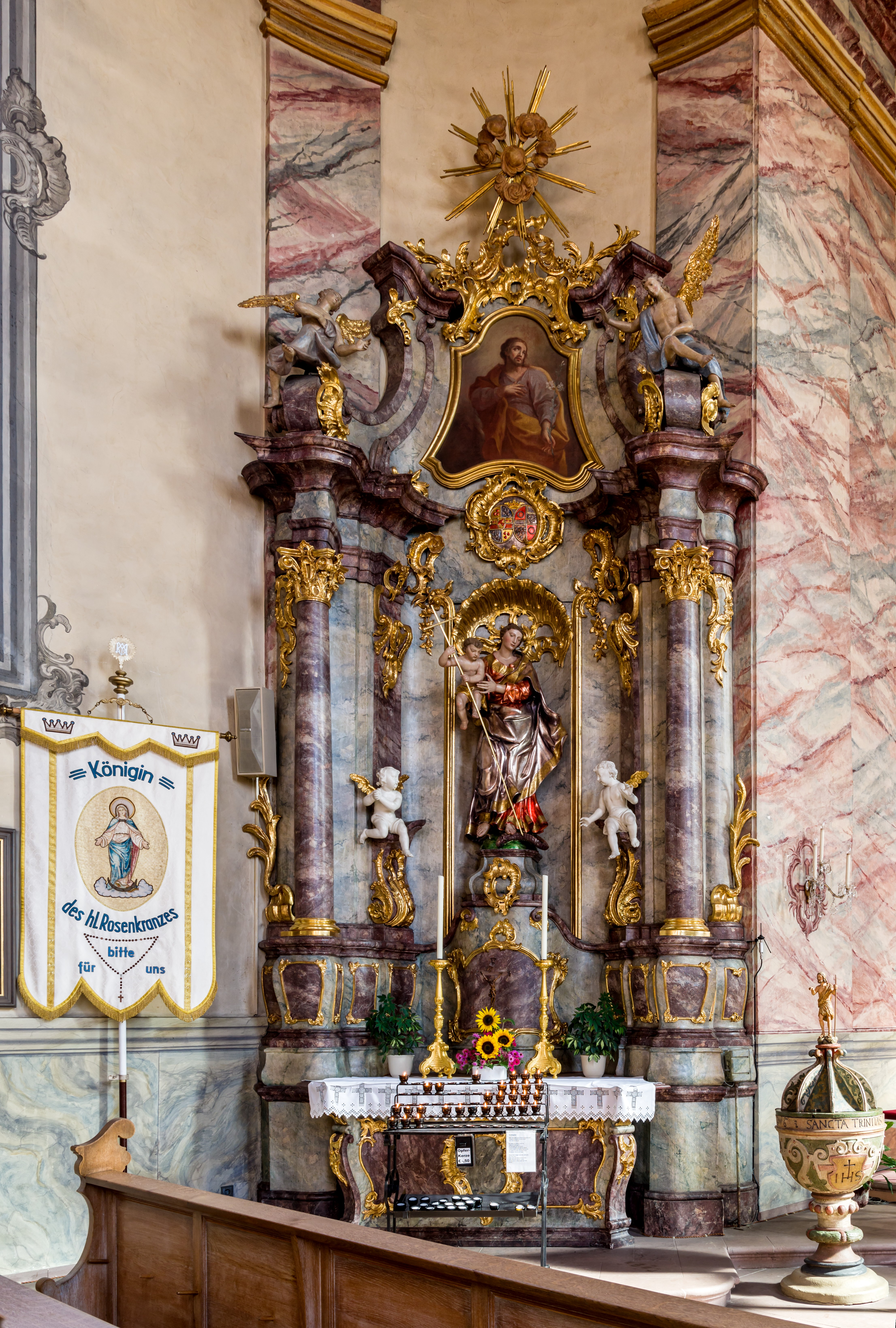
Marienaltar
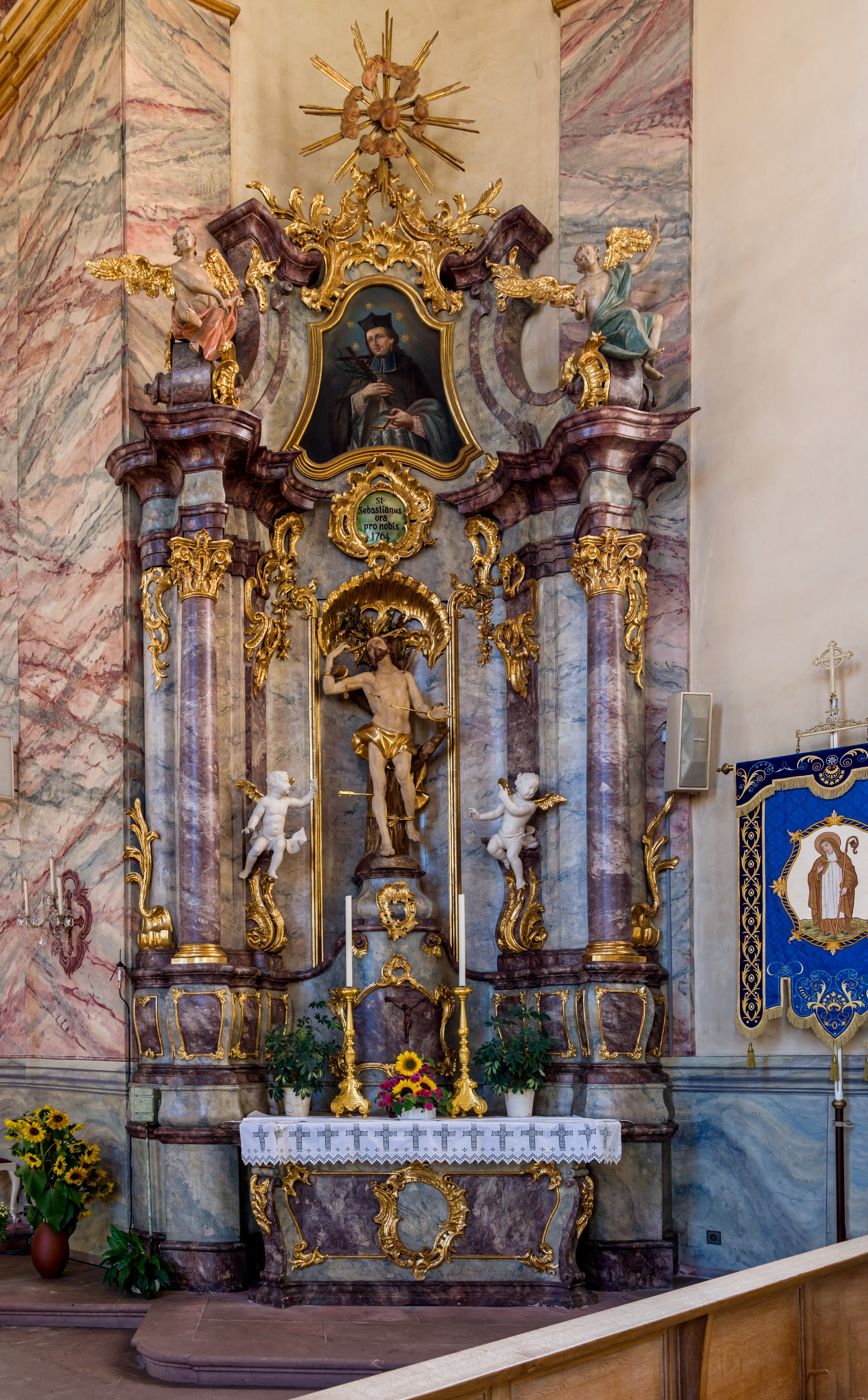
Sebastiansaltar

Rudharts Seitenaltäre sind dem Hochaltar angepasst. Auf dem linken, Marienaltar, steht auf grüner Weltkugel eine Maria Immaculata, wie sie nach der Genesis der Schlange den Kopf zertritt (Gen 3,14-15 ). Das Kind auf ihrem Arm sticht mit einer als Kreuz gebildeten Lanze auf die Schlange ein. In Pfunners Oberbild ist der heilige Josef dargestellt. Rechts und links neben Maria sitzen zwei kleine Engel, auf den Volutenspangen oben zwei große. Der rechte große Engel weist mit den Händen auf Josef und Maria. Der linke schaut zu Michael in der Kartusche darüber, deutet mit der linken Hand auf die Immaculata und stellt so eine Verbindung zwischen ihr und dem eschatologischen Besieger des „großen Drachen“ her (Offb 12,7-9 ). Über der Immaculata verraten Wappen die Stifter des Altars, den Freiherrn Karl Friedrich von Frankenstein (1716–1755) und seine Mutter Maria Margarethe von Bettendorf (1687–1760).
Auf dem rechten Seitenaltar, Sebastiansaltar, steht der von Pfeilen durchbohrte Märtyrer. Das Oberbild zeigt den heiligen Johannes Nepomuk. Wie auf dem linken Altar sitzen neben der Zentralfigur zwei kleine und auf den Volutenspangen oben zwei große Engel, deren Gesten mit Sebastian, Nepomuk und dem Erzengel Gabriel in der Kartusche darüber korrespondieren.

### Sonstiges
Rudharts Kanzel, blau-grau-rot wie die Altäre, bildet mit dem dahinterliegenden Pilaster eine ästhetische Einheit. Unter dem Schalldeckel ist in goldenem Strahlenkranz golden die Taube des Heiligen Geistes dargestellt. Auf dem Schalldeckel steht Jesus als guter Hirte.
In einer Nische im Pilaster gegenüber der Kanzel steht eine Pietà des 16. oder 17. Jahrhunderts.
Das aus Sandstein gemeißelte Becken des Taufsteins neben dem Marienaltar stammt aus dem Jahr 1616. Die Figur Johannes des Täufers auf dem hölzernen Deckel wurde 1981 gestohlen und nach einer Photographie neu geschnitzt.
Das Chorgestühl von 1768 steht jetzt an der Westwand. Zwei der ursprünglich drei Beichtstühle von 1769 sind erhalten. Wilhelm Amann schnitzte für sie dem Rokoko nachempfundene Reliefs, die jetzt an der Westwand beim ehemaligen Chorgestühl hängen.
Rechts und links im Chor stehen Kredenzen von 1820. Im Chor steht auch zweigeteilt die Kommunionbank mit einer Inschrift, die Bartelt entschlüsselte:
D : H : M

L : D : M

A : M : J : M

L I N D E N

M E Y E R

V : S : E :

C : M : C :

A P P Z E

L L I N

A N N O

1763
dedit hoc monumentum

laudi Dei maximi

ad memoriam Johannis Michaelis

Linden-

meyer

venerabilis sua egregia

conjux Maria Clara

appellata Ze-

llin

Anno

1763
„Dieses Denkmal setzte

zu Ehren des höchsten Gottes

zum Andenken an

Johann Michael

Lindenmeyer

seine ehrwürdige

Frau

Maria Clara

Zell

im Jahre

1763.“
Die Orgel bauten ab 1760 Franz Ignaz Seuffert und Johann Ferdinand Balthasar Stieffell.  Das Instrument wurde zuletzt von Claudius Winterhalter betreut.
Von den ursprünglichen Glocken ist keine mehr vorhanden. Das heutige Geläute aus fünf Glocken wurde 1961 von der Glockengießerei Schilling in Heidelberg gegossen. Ihre Schlagtöne sind:  es′ – ges′ – as′ – b′ – des″.

## Bedeutung
Schon Pfarrer Dorschel urteilte 1755, St. Brigitta werde „unstreitig eine der schönsten Landkirchen“. Für den Freiburger Kunsthistoriker und Denkmalpfleger Wolfgang E. Stopfel vereinigen sich in Niederschopfheim „plastische Ausstattung und Bemalung des Architekten Rudhart und des Malers Pfunner in seltener Vollkommenheit“. Fast wortgleich schreibt der Merdinger Lehrer und Kunsthistoriker Hermann Brommer. Er meint, wer die Kirchen in Riegel und Herbolzheim gesehen habe, erkenne auch in Niederschopfheim auf Anhieb die Manier Rudharts. Obwohl die Art der Beziehung zu Bagnato unsicher sei, stimmt Brommer der folgenden Passage Stopfels zu: Rudharts drei Kirchen in Riegel, Herbolzheim und Niederschopfheim ähnelten sich „in der markanten Gestaltung der Eingangsfront. Die Grundidee, organische Vereinigung von Fassade und halbeingezogenem Frontturm mit welscher Haube, wird in den drei Beispielen geistvoll variiert. Ausgangspunkt für Rudharts Fassaden war sicher die der Kirche in Merdingen [....] Die Elemente der Rudhartschen Fassaden sind dort alle vorhanden; in der Verschleifung und Rundung der in Merdingen noch tektonisch aufeinander und nebeneinander gestellten Bauteile geht Rudhart über Merdingen hinaus“. Die bizarren Fensterformen am Turm, die Überleitung des Saalraumes mit Eckmulden und schräg gestellten Seitenaltären zum geräumigen Chor sind nach Brommer weitere Argumente für eine Beziehung zu Bagnato.